# Cornelia Ramondt-Hirschmann

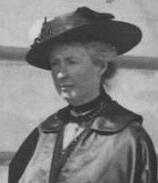
Cornelia Ramondt-Hirschmann (um 1915)

Cornelia „Cor“ Ramondt-Hirschmann (* 29. Juli 1871 in Den Haag; † 20. November 1957 in Hilversum) war eine niederländische Lehrerin, Feministin und Pazifistin. Sie war an den Aktionen pazifistischer Feministinnen beteiligt, die sich während des Ersten Weltkriegs für die Schaffung supranationaler Strukturen zur Friedensschaffung und -erhaltung einsetzten, was jedoch erst nach Kriegsende mit der Gründung des Völkerbundes erreicht wurde.

## Herkunft und Ausbildung
Susanna Theodora Cornelia Hirschmann wurde 1871 in Den Haag als Tochter von Frederik Willem Louis Antonie Hirschmann und Sophie geb. Bahnsen geboren. Ihr Vater war Administrator der Koninklijke Marine [Königlich Niederländischen Marine] und starb während einer Reise in den ehemaligen Niederländischen Kolonien in Indien, als sie neun Jahre alt war. Sie wuchs bei ihrer Mutter in Den Haag auf und besuchte dort die Christliche Bildungsakademie. 1889 erlangte sie ihr Lehrdiplom für das untere Bildungswesen (niederländisch Lager Onderwijs Akte) und im darauffolgenden Jahr ein Zertifikat für Französisch.

## Karriere
Nach ihrem Abschluss zogen Cornelia Hirschmann und ihre Mutter nach Nijmegen, wo sie ihren Lebensunterhalt aus der Witwenrente ihrer Mutter und ihrem Einkommen als Lehrerin bestritten. Sie 1893 erhielt sie ihr Diplom für Sportunterricht. Vermutlich lernte sie während ihrer Zeit in Nimwegen Dirk Ramondt, einen Postangestellten, kennen. Bald nach Abschluss ihrer Ausbildung zogen sie und ihre Mutter nach Utrecht und sie und Ramondt heirateten dort am 15. Juni 1899. Das junge Paar zog nach Breda, wo auch ihre Tochter Sophie zur Welt kam.
Ramondt-Hirschmann kam mit der feministischen Bewegung in den Niederlanden in Kontakt und wurde bald eine Unterstützerin der internationalen Müttervereinigung, der Vereeniging voor Vrouwenkiesrecht [Vereinigung für das Frauenwahlrecht] (VVK) und der Internationalen Frauen-Allianz (IWSA). 1903 zog die Familie nach Den Haag und Ramondt-Hirschmann arbeitete unter anderen mit Johanna Naber und Mien van Itallie-van Embdenals als Sekretärin im Vorstand des (Nederlandse Vrouwen Raad [Niederländischer Frauenrat] (NVR)). Etwa zur gleichen Zeit engagierte sie sich auch im Niederländischen Vegetarierverband und im Den Haager Verein für Philosophie. Sie interessierte sich für die Theosophie von Helena Blavatsky und hielt bald selbst regelmäßig Vorträge für die niederländische Sektion der Theosophischen Gesellschaft.
Im Jahr 1912 zog die Familie erneut um und ließ sich in Amsterdam nieder. Ramondt-Hirschmann engagierte sich in der Pazifismus-Bewegung. Sie war Mitorganisatorin des Internationalen Frauenkongresses, der 1915 in Den Haag stattfand. Auf der Konferenz wurde Ramondt-Hirschmann zur Präsidentin des niederländischen Zweigs des Internationalen Komitees der Frauen für dauerhaften Frieden (ICWPP) gewählt, einer neuen Organisation, die auf der Konferenz gegründet wurde. Im Anschluss an den Kongress wurden zwei Delegationen gebildet, um den Staatsoberhäuptern die Beschlüsse des Treffens vorzustellen. Ramondt-Hirschmann war Mitglied der Delegation, die die Resolutionen nach Skandinavien und Russland überreichte. Zusammen mit Emily Greene Balch, Chrystal Macmillan, Rosika Schwimmer und Julia Grace Wales gründete Ramondt-Hirschmann die Gruppe, die das Gespräch mit nicht am Krieg beteiligten Nationen führten. Jane Addams leitete die andere Delegation, die mit den kriegsführenden Staaten ins Gespräch kommen sollte.
An den ersten beiden Anlaufstellen, Dänemark und Norwegen, konnten die Delegationen nichts erreichen. In Schweden sprachen sie mit dem Außenminister Knut Wallenberg, der die Bereitschaft seines Landes erklärte, eine Friedensvermittlungskonferenz auszurichten, wenn die Frauendelegation zwei verfeindete Nationen dazu bringen könnte, einer Teilnahme zuzustimmen. Ermutigt durch diese Entwicklung plante die Gruppe, ohne Schwimmer, die als Ungarin nicht nach Russland einreisen konnte, nach Petrograd zu gehen. Nach mehreren Tagen gelang es ihnen, einen Gesprächstermin mit dem Außenminister Sergej Sasonow zu bekommen, der trotz seiner ablehnenden Aussagen im Vorfeld eine Erklärung verfasste, dass Russland sich einer neutralen Vermittlungskonferenz nicht entgegenstellen würde. Addams’ Gruppe sicherte sich eine ähnliche Aussage des Premierministers von Frankreich, René Viviani. Allerdings war diese Information der Gruppe um Ramondt-Hirschmann nicht bekannt, da Addams zum Zeitpunkt ihrer Rückkehr nach Den Haag, wo sich beide Delegationen treffen sollten, bereits weiter in die Vereinigten Staaten gereist war.
Nach einem Treffen mit Aletta Jacobs beschloss die Delegation, sich aufzuteilen, wobei Ramondt-Hirschmann und Schwimmer sich an den deutschen Außenminister Gottlieb von Jagow wandten, während Balch und Macmillan mit dem Lord President of the Council und britischen Außenminister Crewe sprachen. Von Jagow sah keine Handlungsoption, erklärte aber, dass Deutschland nicht gegen eine neutrale Vermittlung sei. Lord Crewe lehnte es ab, einen Vorschlag zu „akzeptieren“, und erklärte lediglich, dass Großbritannien weder Hindernisse für ein solches Treffen noch Einwände gegen eine Konferenz erheben würde, wenn diese tatsächlich zustande käme. Mit diesen Erklärungen im Gepäck erreichte Schwimmer die Zusage von Wallenberg, dass er den Plan der schwedischen Regierung und dem schwedischen Kabinett vorlegen würde. Während die Delegierten im Ausland waren, drängte Aletta Jacobs in der Zwischenzeit den niederländischen Premierminister Pieter Cort van der Linden, die Konferenz in Den Haag abzuhalten. Van der Linden wollte die Zusicherung, dass Präsident Woodrow Wilson die Konferenz befürworten würde und schickte Jacobs auf eine offizielle Erkundungsmission. Es gelang ihr jedoch nicht, Wilson zu diesem Zeitpunkt zum Handeln zu bewegen, und die Konferenz zur Gründung des Völkerbunds sollte erst nach dem Ende des Krieges stattfinden.

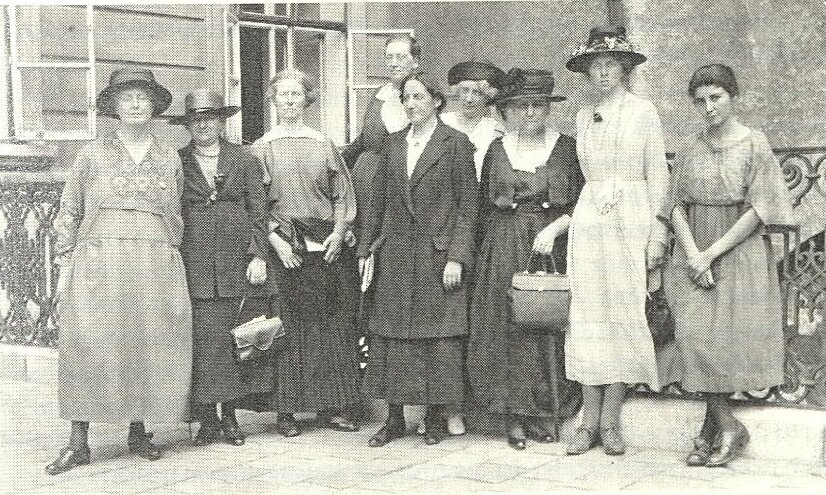
IFFF Exekutivkomitee 1921 in Wien; vorne von links: Cornelia Ramnodt-Hirschmann, Gabrielle Duchêne, Lida Gustava Heymann, Yella Hertzka, Jane Addams, Catherine Marshall, Gertrud Baer; hinten: Emily Greene Balch, Thora Daugaard.

1919 reiste Ramondt-Hirschmann mit Jacobs und Mien van Wulfften Palthe zum ICWPP-Treffen in Zürich, wo die Organisation ihren Namen in Internationale Frauenliga für Frieden und Freiheit (WILPF) änderte. Ramondt-Hirschmann wurde 1921 zur internationalen Sekretärin der WILPF ernannt und hatte bis 1936 dort verschiedene Positionen inne. 1923 ließ sie sich von ihrem Mann scheiden und erhielt das Sorgerecht für ihre Tochter. Zwischen 1924 und 1926 reiste sie durch verschiedene Städte in den Vereinigten Staaten und hielt Reden über den Frieden, während ihre Tochter ein Postgraduiertenstudium am Bryn Mawr College absolvierte. Zwischen 1927 und 1930 war sie Generalsekretärin der Niederländischen Theosophischen Gesellschaft und nahm an Tagungen im Ausland teil. 1934 zog sie mit ihrer Tochter nach Hilversum, wo Sophie als Erzieherin tätig war. Im selben Jahr organisierte Ramondt-Hirschmann eine stille Demonstration für den Frieden, den so genannten Women's Peace Walk. Die Demonstranten zogen durch Den Haag und wiederholten den Protestzug bis 1940 jährlich am 18. Mai.
1935 beteiligte sich Ramondt-Hirschmann an Protesten gegen die Gruppenverhaftungen politischer Dissidenten durch die Nationalsozialisten. Zwischen 1935 und 1937 war sie eine der drei internationalen Co-Vorsitzenden der WILPF. Im Jahr 1936 war sie Mitglied des Aufsichtsrats des Zentralen Friedensbüros und begann, sich an der Sammlung von Hilfsgeldern für Bedürftige aufgrund des Spanischen Bürgerkriegs zu beteiligen. 1938 kehrte sie nach Den Haag zurück und lebte dort bis zur deutschen Invasion in den Niederlanden, worauf sie nach Hilversum zu ihrer Tochter zurückkehrte und sich von der politischen Arbeit zurückzog.
Ramondt-Hirschmann starb am 20. November 1957 im Haus ihrer Tochter in Hilversum.